# Blue Blood
Blue Blood är det andra studioalbumet av X Japan (och det första av bandet att släppas av ett stort skivbolag) som gjordes 1989.
- Blue Blood

1. Prologue ～WORLD ANTHEM (2:38)   (Text: Yoshiki)
2. BLUE BLOOD (5:03)   (Text och Musik: Yoshiki)
3. WEEK END (6:02) (Text och musik: Yoshiki)
4. EASY FIGHT RAMBLING (4:43)   (Text: Toshi, Hitomi Shiratori. Musik: X)
5. X (6:00)   (Text: Hitomi Shiratori. Musik: Yoshiki)
6. ENDLESS RAIN (6:30)   (Text och musik: Yoshiki)
7. 紅 (Kurenai) (6:09)   (Text och musik: Yoshiki)
8. XCLAMATION (3:52)   (Musik: hide, Taiji)
9. オルガスム (Orgasm)   (2:42) (Text: Hitomi Shiratori. Musik: Yoshiki)
10. CELEBRATION (4:51)   (Text och musik: hide)
11. ROSE OF PAIN (11:47)   (Text och musik: Yoshiki)
12. UNFINISHED (4:24)   (Text och musik: Yoshiki)